# Галерея 4/8
Галерея 4/8 (англ. 4/8 GALLERY) — галерея стрит-арту, збудована 2017 року українським меценатом Андрієм Покровським. Місце розташування — Луцьк, територія рекреаційного комплексу «City Park». Автор ідеї та натхненник проекту — стрит-артер Андрій Присяжнюк. Архітектурну концепцію створив дизайнер та архітектор Сергій Торбінов. Унікальна вулична галерея існує у форматі «open air», яка є неформальним експозиційним простором без обмежень уяви та фантазій.

## Історія
Задуми з'явились задовго до відкриття. 17-18 липня 2015 року в Луцьку проходив арт-хакатон, який дослівно перекладається як культурний марафон, спрямований на генерування ідей, посилення проектів, поглиблення границь розуміння міста через спілкування, навчання, обмін досвідом та пошук нових форм реформування наших міст. «Університет міста» призначений для розвитку міського простору та поєднує освітній, культурний і практичний аспекти існування міста з інформаційними технологіями. За два дні арт-хакатону учасники мали можливість прослухати лекції людей, які вже втілювали проекти у своїх містах, цікавляться певними аспектами життя чи займалися дослідженнями міського простору Луцька. Під час арт-хакатону виступило понад 20 лекторів.
Практичним результатом арт-хакатону стали вісім проектів, розроблених командами учасників, які можуть посприяти покращенню простору міста. Журі конкурсу у складі заступника міського голови Тараса Яковлева, Андрія Покровського та Павла Павлюка обрали трійку переможців.
Першість виборов проект «Lutsk urban gallery», який згодом реалізується, як стрит-арт «4/8 Gallery». Команда луцьких вуличних художників, розробила проект, який передбачав виділення локацій для стрит-арту, де вони могли б вільно та без обмежень показувати своє мистецтво. Андрій Покровський підтримав ініціативу та зобов'язався профінансувати будівництво галереї на території рекреаційного комплексу «Сіті Парк».
Реалізація проекту (проектування та будівництво) тривало близько 10 місяців. А вже 1 липня 2017 року відбулося урочисте відкриття «4/8 Gallery». Очільником галереї є Андрій Присяжнюк — організатор графіті фестивалів «Алярм» і «Поліхром А», автор муралу «Тризуб», а також ідейний генератор течії стрит-арту в Луцьку та в Україні загалом.

## Інноваційність
Аналогів «4/8 Gallery» поки що невідомі, оскільки вона є незалежним архітектурним об'єктом, в розробці якого враховувались ключові засади споруд виставкового типу. Незалежно від експозиції, яка є на стінах галереї, даний об'єкт представляє об'ємно-просторову композицією, самодостатній архітектурний ансамбль, який вже сам по собі несе естетичну функцію, та контекстуально доповнює сформоване середовище.
Весь проект заснований на принципі ефемерності, як фундаментальної характеристики вуличного мистецтва, в якому художник замінює художника. Об'ємно-просторова структура «4/8 Gallery» має чітку геометрію та була утворена за допомогою розкриття простору типової галереї із чотирьох стін, стираючи, таким чином, границі між внутрішнім та зовнішнім, що відкриває вільний доступ до виставкового простору. Архітектурну концепцію неформального експозиційного простору розробив Сергій Торбінов. До роботи над концепцією долучився Роман Литвин. 
Експозиційним простором слугують 4 стінописи розміром 3×3 м. Зміна експозицій проводиться орієнтовно щомісяця, нові витвори з'являються поверх старих знову і знову. Методи є вільними та різноманітними: акрил, аерозоль, колаж. Завдяки особливості розташування прохожий стає безпосереднім відвідувачем галереї. Особливістю є те, що між стінами галереї можна пройти та відчути запах фарби й атмосферу художньої гармонії.

## Галерея

## Виховання культури глядача
«4/8 Gallery» є першим кроком для розвитку сучасного вуличного мистецтва. Завдання галереї — показувати людям роботи, які провокують до роздумів. Перша експозиція відкрилась і людям незрозумілі роботи — і це добре, бо саме внутрішнє непогодження спонукає мислити, уявляти, а інколи відчути сутність написаного.
Митці прагнуть виховати у глядачів культуру споживання. Люди звикли, щоб картинка була, як на рекламному білборді: все пережоване і лише реалізм. Проте добре, коли є контакт із відвідувачами. Відбувається діалог, а інколи навіть дискусія, вони схвалюють або засуджують мистецьку експозицію та творчість художника загалом. Головним є те, щоб у людей пробуджувались думки від побаченого.

## Унікальність
Це галерея без обмежень задумів і фантазій, яка є неформальним експозиційним простором, що існує у форматі «open air» — вуличної галереї просто неба. Вуличні художники прагнуть зробити так, аби ці витвори самі спілкувалися з перехожими та ставили їм різні запитання, давали відповіді або змушували замислитися та надихали на роздуми.